# Филипстал
Филипстал (Вера) (на немски: Philippsthal (Werra)) е община в Източен Хесен, Германия, с 4164 жители (към 31 декември 2014). Намира се на река Вера и директно на границата с Тюрингия. На ок. 25 км на запад се намират Бад Херсфелд и на ок. 29 км на Североизток Айзенах.